# Икс-нож
Икс-нож (англ. X-Knife) — совокупное обозначение стандартного современного медицинского линейного ускорителя, оснащенного дополнительным оборудованием, обеспечивающим его совместное использование со стереотаксическими рамками. Дополнительное оборудование включает в себя коллимационные устройства (цилиндрические и листовые), стереотаксические рамки, стереотаксические локалайзеры и специальное программное обеспечение для планирования процедуры радиотерапии и управления работой ускорителя. Методические подходы XKnife были разработаны в начале 90х годов прошлого века компанией Radionics как альтернатива установке «Гамма-нож» производства Leksell.
В настоящее время, благодаря простоте настройки и использованию линейных ускорителей, которые установлены практически во всех крупных лечебницах мира, X-Knife получил большое распространение.